# Philosepedon sessilis
Philosepedon sessilis är en tvåvingeart som beskrevs av Quate 1967. Philosepedon sessilis ingår i släktet Philosepedon och familjen fjärilsmyggor. Inga underarter finns listade i Catalogue of Life.